# You Better Pray
You Better Pray è un singolo dei The Red Jumpsuit Apparatus, il primo estratto dal loro terzo album in studio Lonely Road, pubblicato il 18 novembre 2008.

## La canzone
Il brano si differenzia parecchio dagli altri singoli della band e presenta dei riff post-grunge inediti per i Red Jumpsuit Apparatus. Il brano è utilizzato nell'applicazione per iPhone Tap Tap Revenge 2 e nel videogioco Band Hero.

## Video musicale
Il video ufficiale realizzato per il brano è stato diretto da Tony Petrossian ed è stato pubblicato il 17 dicembre 2008. Il video è il primo della band in cui non compare il chitarrista Elias Reidy, allontanatosi dalla band dall'ottobre precedente.

## Classifiche
| Classifica (2009)             | Posizione massima |
| ----------------------------- | ----------------- |
| Stati Uniti (alternative)     | 17                |
| Stati Uniti (mainstream rock) | 31                |